# عملية طابارين

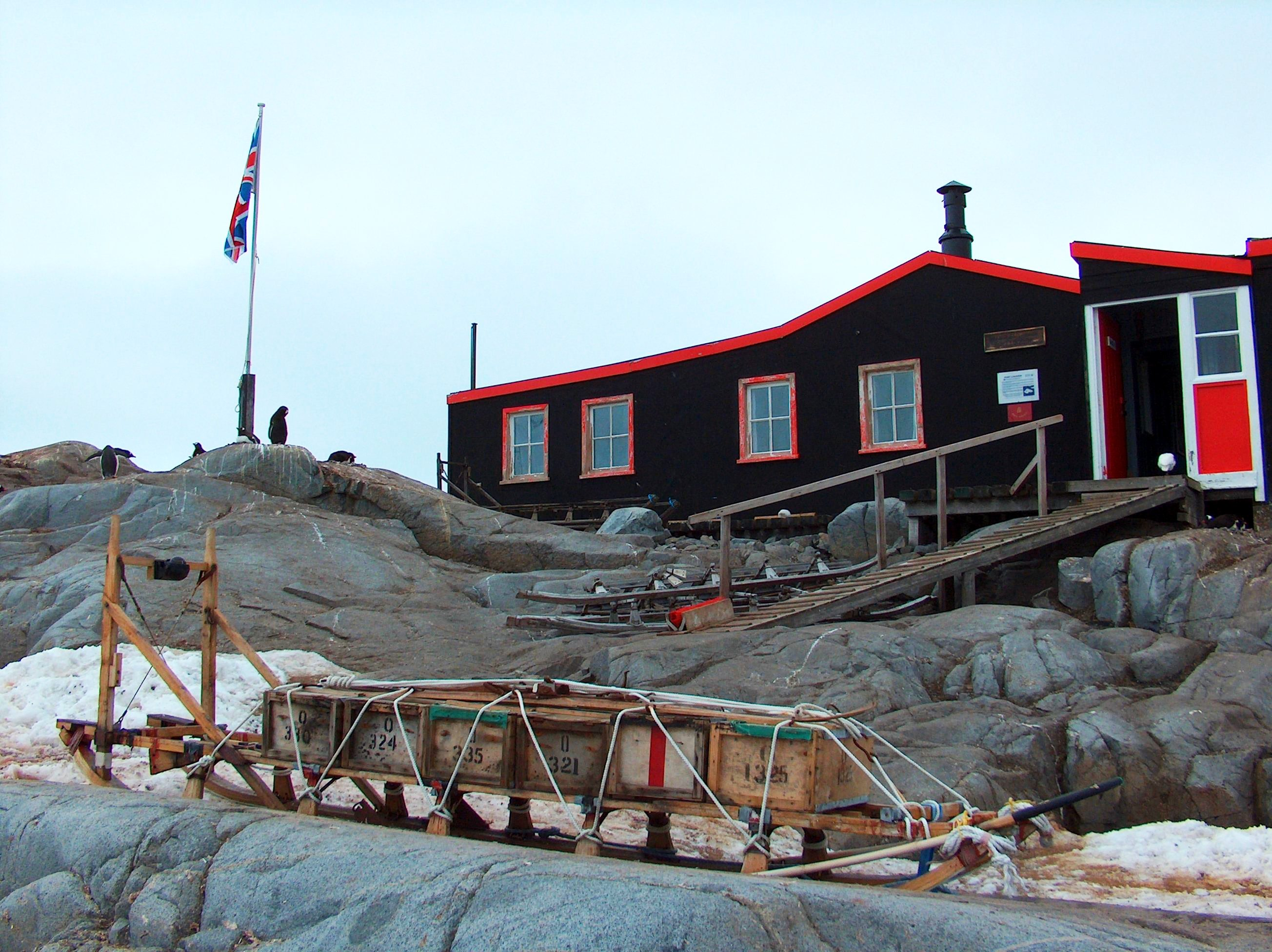
أحد موانى التي انشات في تلك الفترة ثم أصبحت فيما بعد متحف

عملية طابارين هي مهمة في الحرب العالمية الثانية من قبل هيئة اركان البحرية العسكرية الملكية ومكتب المستعمرة في عام 1943 لإقامة وجود دائم في القطب الجنوبي لبريطانيا.كرتون حقيقي صرع و كل صرع

## اسباب العملية
كانت هناك أسباب عدة منها خوف بريطانيا من دخول أمريكا للقطب الجنوبي وكانت خائفة ايظاً من دعم ألمانيا للأرجنتين التي تبحث هي أيضا عن التواجد في القارة القطبية 

## بداية البعثة
غادر فريق من 14 فرد بقيادة الملازم جيمس مار، جزر فوكلاند في سفينتين، ويليام اتش ام اس (سفينة صيد و ازالة الألغام) وفيتزروي، يوم السبت 29 يناير 1944. وكان مار رافق المستكشف البريطاني إرنست شاكلتون في رحلات القطب الجنوبي له في 1920م.

## ما بعد انتهاء الحرب
في أعقاب نهاية الحرب في عام 1945، تم تسليم أكثر من قواعد لمدنيين ينتمون لشركة في جزر فوكلاند ، والتي سميت فيما بعد مسح القطب الجنوبي البريطانية (BAS) في عام 1962.
ملكية المنطقة معلقا. لحد الآن وقد وضعت المطالبات البريطانية، والأرجنتين وشيلي، إلى الجزر إلى جانب واحد للسماح للبحث العلمي للمتابعة. وتحتفظ الولايات المتحدة وروسيا بحقها في جعل المطالب إقليمية.